# Proclamació reial de 1763

La línia definida per la proclamació de 1763 delimita el territori amerindi (en rosa) de les Tretze Colònies (en vermell).

La proclamació reial de 1763 (anglès: Royal Proclamation of 1763) va ser una proclamació expedida el 7 d'octubre de 1763 pel rei d'Anglaterra Jordi III com a resultat de l'adquisició per part de Gran Bretanya del territori francès a Amèrica del Nord després del final de la Guerra dels Set Anys/Guerra franco-índia. La proclamació la finalitat d'organitzar les extenses i noves terres britàniques a Amèrica del Nord, i establir les relacions amb els amerindis reglamentant el comerç de les pells, la colonització i la compra de terres en la frontera occidental. La proclamació també tenia com a objectiu assimilar els «Canadiens», (població d'origen francès).
La proclamació prohibia als colons assentar-se més enllà de la línia marcada al llarg dels Apalatxes, una línia geogràficament similar a la ruta de la divisòria continental oriental que discorre cap al nord des de Geòrgia fins a la frontera estatal de Pennsilvània i Nova York, i al nord-est més enllà de la divisòris d'aigües sobre la divisòria del Sant Llorenç i des d'allí cap al nord a través de Nova Anglaterra.
La proclamació reial continua sent important legalment per a les Primeres Nacions al Canadà i és important per a la variació de la condició indígena als Estats Units.
En anglès també rep els noms de «Indian Bill of Rights» o «Magna Carta for Indian affairs».